# Kostel svatého Jana Nepomuckého (Orličky)
Kostel svatého Jana Nepomuckého v Orličkách je římskokatolický kostel, který patří pod farnost Jablonné nad Orlicí.
Základní kámen kostela byl položen 18. září 1775. Dne 15. září 1777 byl na vršek kostelní věže dán kříž a kopule. V říjnu následujícího roku byl kostel dokončen a vysvěcen. Kostel je zasvěcen svatému Janu Nepomuckému.
U kostela je situován hřbitov. Bohoslužby zde probíhají jednou za 14 dní.